# 普里艾
普里艾（法語：Priay，法語發音：[pʁijɛ]）是法国东部安省的一个市镇，属于楠蒂阿区。

## 地理
普里艾（46°0'12"N, 5°17'24"E）面积15.77 平方千米，位于法国奥弗涅-罗讷-阿尔卑斯大区安省，该省份为法国东部省份，北起汝拉省，西北接索恩-卢瓦尔省，西接罗讷省和里昂大都会，南至伊泽尔省，东与萨瓦省、上萨瓦省和瑞士接壤。
与普里艾接壤的市镇（或旧市镇、城区）包括：昂布罗奈、加亚尔堡、瓦朗邦、安河畔维莱特。

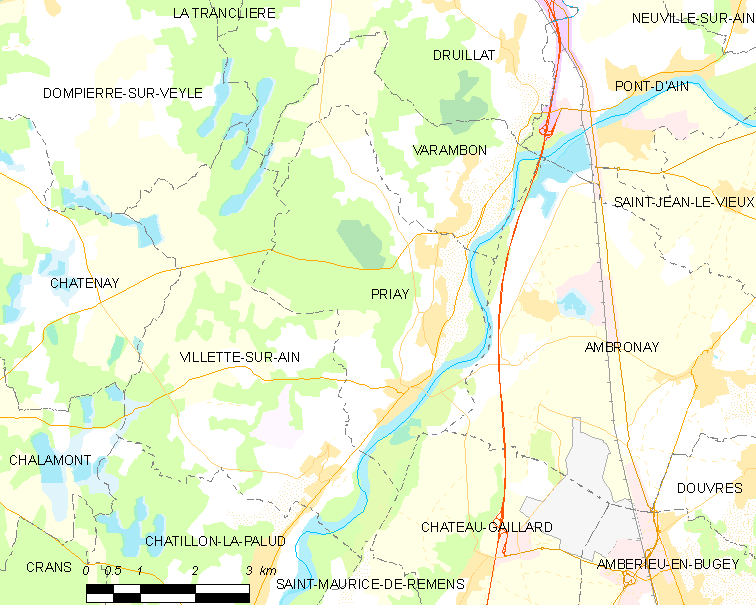
普里艾的OSM定位图

普里艾的时区为UTC+01:00、UTC+02:00（夏令时）。

## 行政
普里艾的邮政编码为01160，INSEE市镇编码为01314。

## 政治
普里艾所属的省级选区为蓬丹县。

## 人口

1962-2008年间普里艾人口变化图示

普里艾于2022年1月1日时的人口数量为1803人。